# Antissemitismo nos Estados Unidos

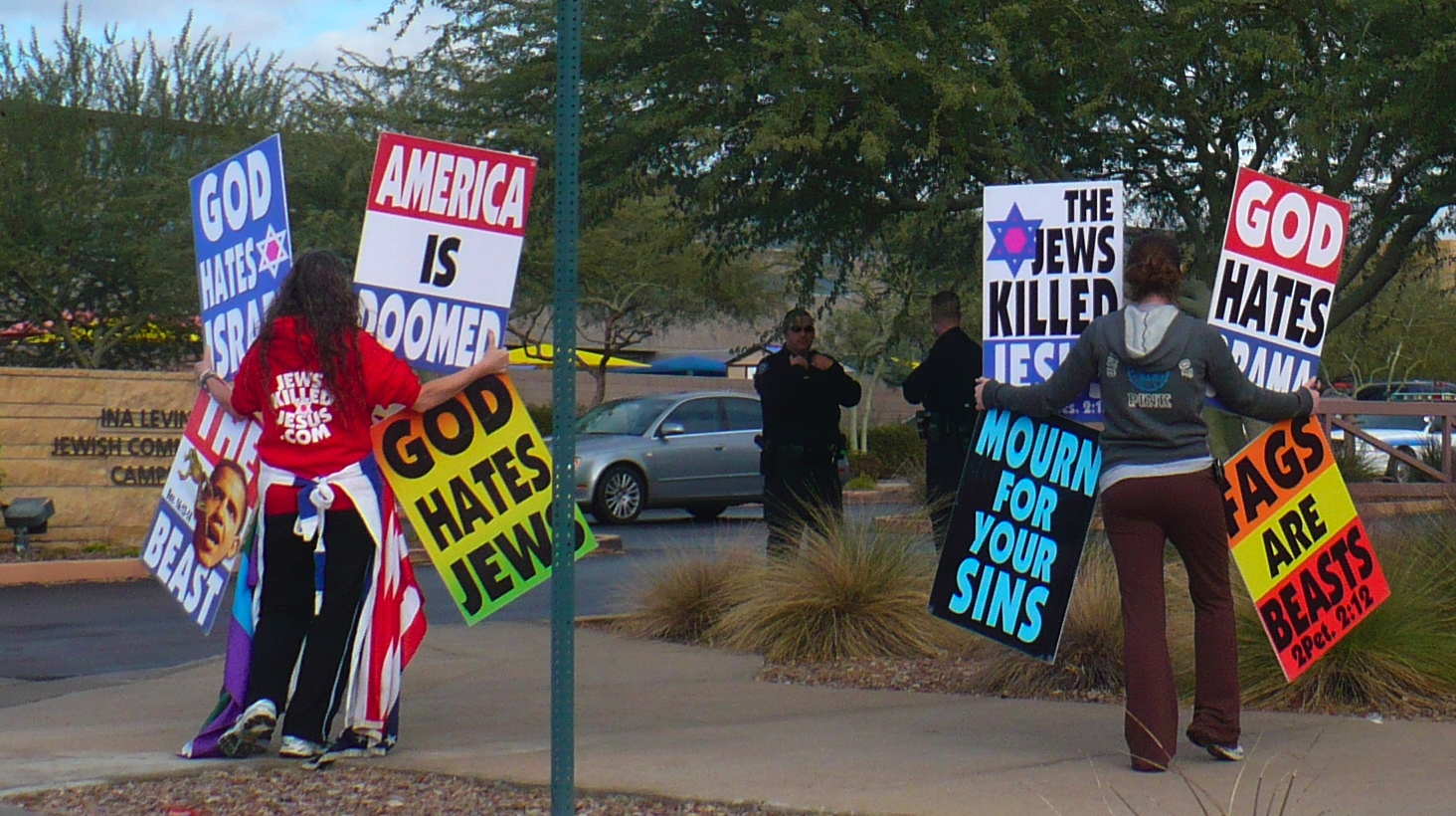
Um protesto contra judeus, realizado pela Igreja Batista de Westboro.

Antissemitismo nos Estados Unidos é a manifestação nos Estados Unidos da América de ódio, hostilidade, dano, preconceito ou discriminação contra o povo judeu. O antissemitismo tem longa existência [en] nos Estados Unidos. Ele inclui atitudes antissemitas, incluindo aquelas de grupos de ódio organizados, como a Ku Klux Klan, e aquelas mais amplamente disseminadas na população; comportamentos antissemitas que podem ameaçar a segurança dos judeus americanos (medidos pela ocorrência de incidentes específicos, incluindo crimes de ódio); e discriminação contra judeus, ameaçando seu status seguro no país.
Em termos de atitudes antissemitas, de acordo com uma pesquisa conduzida pela Liga Antidifamação em 2019, o antissemitismo é rejeitado pela maioria dos americanos, com 79% deles elogiando as contribuições culturais dos judeus para a nação. A mesma pesquisa constatou que 19% dos americanos aderiram ao antigo estereótipo antissemita de que os judeus co-controlam Wall Street, enquanto 31% concordaram com a afirmação "empregadores judeus fazem questão de contratar outros judeus".
Grupos antissemitas organizados são principalmente de origem nacionalismo branco ou supremacia branca, mas a Nação do Islã e algumas ramificações dos Israelitas Hebreus Negros também foram identificados como antissemitas, refletindo níveis elevados de antissemitismo em algumas comunidades afro-americanas.
Em termos de incidentes antissemitas, dados do FBI mostram que, em todos os anos desde 1991, os judeus foram as vítimas mais frequentes de crimes de ódio motivados por religião. O número de crimes de ódio contra judeus pode ser subnotificado, como no caso de muitos outros grupos visados.
A discriminação antijudaica foi um elemento forte da história do antissemitismo nos Estados Unidos, mas é menos prevalente no século atual.
Houve uma variedade de abordagens para combater o antissemitismo, incluindo pelo governo (como a Estratégia Nacional dos EUA para Combater o Antissemitismo [en] da administração Biden) e por comunidades judaicas.
Há evidências de intensificação do antissemitismo desde a guerra Israel/Gaza que começou em outubro de 2023. De acordo com uma pesquisa de agosto de 2024 conduzida pelo Movimento de Combate ao Antissemitismo, 3,5 milhões de judeus nos Estados Unidos experimentaram antissemitismo desde o ataque liderado pelo Hamas em 2023. Dos 1.075 judeus americanos entrevistados, 28% afirmaram ter ouvido que "judeus se preocupam demais com dinheiro", 25% ouviram que "judeus controlam o mundo", 14% ouviram que "judeus americanos se preocupam mais com Israel do que com os EUA", e 13% ouviram que "o Holocausto não aconteceu" ou que sua "gravidade foi exagerada".
As estatísticas do FBI de 2023 afirmam que incidentes antissemitas representaram 68% de todos os crimes de ódio baseados em religião, um aumento de 63% em relação a 2022, enquanto o Comitê Judaico Americano [en] (AJC) disse que provavelmente era "muito menor" do que o número real, pois os crimes de ódio foram "amplamente subnotificados em todo o país".

## História
Historicamente, atitudes e retóricas antissemitas tenderam a aumentar sempre que os Estados Unidos enfrentaram uma crise econômica grave, bem como durante momentos de incerteza política e social e medo, como com o surgimento da organização nativista anti-imigração no início do século XX, o surgimento do Bund Germano-Americano [en] afiliado ao nazismo na década de 1930 e o movimento político anticomunista durante o Macarthismo [en], também conhecido como Medo Vermelho. O acadêmico David Greenberg escreveu na Slate, "O anticomunismo extremo sempre conteve um componente antissemita: judeus radicais e estrangeiros, em sua demonologia, orquestravam a conspiração comunista." Ele também argumentou que, nos anos que seguiram a Segunda Guerra Mundial, alguns grupos da direita americana permaneceram intimamente ligados aos antissemitas declarados dos anos 30 que criticavam o "Jew Deal", um termo preconceituoso usado contra as medidas do New Deal do presidente Franklin D. Roosevelt. Antissemitas americanos viam o texto fraudulento Os Protocolos dos Sábios de Sião como uma referência real a uma suposta conspiração judaica destinada a subverter e, em última análise, destruir os EUA. Tanto a associação de judeus com o comunismo quanto a fixação em uma conspiração judaica descrita em Os Protocolos dos Sábios de Sião são conspirações transplantadas do contexto europeu moderno para o americano: em um momento de revolução econômica e ascensão da política socialista em contextos pela Europa, líderes conservadores, da Rússia cristã ao período entre guerras na Grã-Bretanha, manipularam o medo público do bolchevismo judaico [en] para culpar as populações judaicas por ganhos políticos estratégicos.
O tema da "Grande Substituição", uma versão da mais ampla teoria da conspiração do genocídio branco, foi enfatizado por pessoas que destacavam a suposta ameaça de judeus e outros imigrantes substituindo americanos nascidos no país. Nas décadas de 1920 e 1930, ativistas antissemitas foram liderados por Henry Ford e outras figuras como Charles Lindbergh, William Dudley Pelley [en], Charles Coughlin e Gerald L. K. Smith [en], alguns dos quais também eram membros de organizações como o Comitê América Primeiro [en], a Cruzada Nacional Cristã [en], o Bund Germano-Americano, a Ku Klux Klan e a Legião de Prata da América. Eles propagaram estereótipos e várias teorias da conspiração inter-relacionadas que espalhavam amplamente o medo de que, por meio de uma rede transnacional maligna, os judeus estavam trabalhando para a destruição ou substituição dos americanos brancos, juntamente com o medo de que os judeus estavam trabalhando para a destruição ou substituição do Cristianismo nos Estados Unidos [en].

## Visões americanas sobre judeus e antissemitismo

### Tropes e estereótipos
A forma mais persistente de antissemitismo consistiu em uma série de tropos e estereótipos amplamente circulantes, nos quais os judeus são retratados como social, religiosa e economicamente inaceitáveis à vida americana, devido à sua inferioridade à sociedade cristã branca ou por causa de pensamentos conspiratórios nos quais os judeus são acusados de planejar minar as hierarquias raciais e econômicas que compõem o tecido histórico [en] da sociedade americana [en]. Como um todo, o povo judeu era desprezado, feito para se sentir indesejado, marginalizado pela sociedade americana e considerado uma ameaça aos Estados Unidos.
Martin Marger escreveu: "Um conjunto de estereótipos negativos distintos e consistentes, alguns dos quais podem ser rastreados até a Idade Média na Europa [en], foi aplicado aos judeus." David Schneider escreveu: "Três grandes grupos de traços fazem parte do estereótipo judaico (Wuthnow, 1982). Primeiro, os judeus [americanos] são vistos como poderosos e manipuladores. Segundo, são acusados de dividir suas lealdades entre os Estados Unidos e Israel. Um terceiro conjunto de traços diz respeito aos valores materialistas, agressividade e clannismo judaicos."
Os estereótipos de judeus compartilham algum conteúdo com estereótipos de asiáticos [en]: deslealdade percebida, poder, inteligência e desonestidade se sobrepõem. A semelhança entre o conteúdo dos estereótipos de judeus e o conteúdo dos estereótipos de asiáticos pode derivar do fato de que muitos judeus imigrantes e muitos asiáticos imigrantes desenvolveram um papel de comerciante, um papel também historicamente desempenhado por muitos indianos no leste da África [en], onde o conteúdo dos estereótipos sobre eles se assemelha ao conteúdo dos estereótipos de asiáticos [en] e judeus nos Estados Unidos.
Alguns dos estereótipos antissemitas citados pela Liga Antidifamação (ADL) em seus estudos de tendências sociais nos EUA incluem as alegações de que "os judeus têm muito poder no mundo dos negócios", "os judeus estão mais dispostos a usar práticas obscuras para conseguir o que querem" e "os judeus sempre gostam de estar à frente das coisas". Outra questão que chama a atenção é a afirmação de que os judeus têm uma influência excessiva no cinema americano e na mídia de notícias [en]. Juntas, essas linhas de pensamento sobre judeus demonstram uma tendência comum na história do antissemitismo americano e global — a inflação de estereótipos de judeus em uma teoria sobre como o poder (política, economia, mídia, etc.) funciona na sociedade, uma teoria irracional que desvia a responsabilidade por males sociais das autoridades e líderes reais para comunidades judaicas minoritárias.
Em círculos contemporâneos da alt-right e da direita, esses tropos de judeus sedentos por poder às vezes se manifestam por meio de referências codificadas a "globalistas", acusações de que agendas liberais são produto exclusivo de judeus proeminentes e teorias da conspiração (como QAnon) que podem ser ligadas à libelo de sangue medieval contra judeus.

### Estatísticas das visões americanas e análise
Pesquisas e estudos apontam para uma diminuição constante nas atitudes, crenças e manifestações antissemitas entre o público americano. Uma pesquisa de 1992 da Liga Antidifamação (ADL) mostrou que cerca de 20% dos americanos — entre 30 e 40 milhões de adultos — tinham visões antissemitas, uma queda considerável em relação aos 29% encontrados em 1964. No entanto, outra pesquisa da mesma organização sobre incidentes antissemitas mostrou que a curva aumentou sem interrupção desde 1986.

#### Pesquisa de 2005
O número de americanos com visões antissemitas diminuiu significativamente seis anos depois, quando outro estudo da ADL classificou apenas 12% da população — entre 20 e 25 milhões de adultos — como "mais antissemitas". Confirmando as descobertas de pesquisas anteriores, ambos os estudos também encontraram que os afro-americanos eram significativamente mais propensos do que os brancos a ter visões antissemitas, com 34% dos negros classificados como "mais antissemitas", em comparação com 9% dos brancos em 1998.
A Pesquisa de Atitudes Americanas em Relação aos Judeus na América de 2005, uma pesquisa nacional com 1.600 adultos americanos realizada em março de 2005, constatou que 14% dos americanos — ou cerca de 35 milhões de adultos — mantinham visões sobre judeus que eram "inquestionavelmente antissemitas", em comparação com 17% em 2002. Em 1998, o número de americanos com crenças antissemitas hardcore caiu para 12% de 20% em 1992.
A pesquisa de 2005 constatou que "35% dos hispânicos nascidos no exterior (queda de 44% [em 2002])" e 36% dos afro-americanos tinham fortes crenças antissemitas, quatro vezes mais do que os 9% dos brancos. A pesquisa de 2005 da ADL incluiu dados sobre atitudes de hispânicos, com 29% sendo os mais antissemitas (em oposição a 9% dos brancos e 36% dos negros), sendo que o nascimento nos Estados Unidos reduziu a prevalência dessa atitude: 35% dos hispânicos nascidos no exterior e apenas 19% dos nascidos nos EUA.
Os resultados da pesquisa vieram em um momento de aumento da atividade antissemita na América. A Auditoria de Incidentes Antissemitas da ADL de 2004 relatou que os incidentes antissemitas atingiram seu nível mais alto em nove anos. Um total de 1.821 incidentes antissemitas foram relatados em 2004, um aumento de 17% em relação aos 1.557 incidentes relatados durante 2003. "O que nos preocupa é que muitos dos ganhos que vimos na construção de uma América mais tolerante e acolhedora parecem não ter se consolidado tão firmemente quanto esperávamos", disse Abraham H. Foxman, Diretor Nacional da ADL. "Embora haja muitos fatores em jogo, as descobertas sugerem que as crenças antissemitas persistem e ressoam com um segmento substancial da população, quase 35 milhões de pessoas."

#### Após 2005
Em 2007, um relatório da ABC News relatou que pesquisas anteriores da ABC ao longo de vários anos tendiam a encontrar que cerca de 6% dos americanos autodeclaravam preconceito contra judeus, em comparação com cerca de 25% contra americanos árabes [en] e cerca de 10% contra americanos hispânicos. O relatório também observou que 34% dos americanos relataram ter "alguns sentimentos racistas" em geral como autodescrição.
Um estudo de 2009 intitulado "Modern Anti-Semitism and Anti-Israeli Attitudes", publicado no Journal of Personality and Social Psychology em 2009, testou um novo modelo teórico de antissemitismo entre americanos na área da Grande Nova Iorque com três experimentos. O modelo teórico da equipe de pesquisa propôs que a saliência da mortalidade [en] (lembrar às pessoas que um dia elas morrerão) aumenta o antissemitismo e que o antissemitismo é frequentemente expresso como atitudes anti-Israel. O primeiro experimento mostrou que a saliência da mortalidade levou a níveis mais altos de antissemitismo e menores níveis de apoio a Israel. A metodologia do estudo foi desenhada para identificar atitudes antissemitas que são ocultadas por pessoas educadas. O segundo experimento mostrou que a saliência da mortalidade fez com que as pessoas percebessem Israel como muito importante, mas não causou a mesma percepção para nenhum outro país. O terceiro experimento mostrou que a saliência da mortalidade levou a um desejo de punir Israel por violações dos direitos humanos, mas não a um desejo de punir a Rússia ou a Índia por violações idênticas dos direitos humanos. De acordo com os pesquisadores, seus resultados "sugerem que os judeus constituem uma ameaça cultural única para as visões de mundo de muitas pessoas, que o antissemitismo causa hostilidade a Israel, e que a hostilidade a Israel pode retroalimentar o aumento do antissemitismo." Além disso, "aqueles que afirmam que não há conexão entre antissemitismo e hostilidade contra Israel estão errados."
A Pesquisa de Atitudes Americanas em Relação aos Judeus na América de 2011, divulgada pela ADL, constatou que a recente recessão econômica mundial aumentou algumas visões antissemitas entre os americanos. Abraham H. Foxman [en], diretor nacional da organização, argumentou: "É preocupante que, com todos os avanços que fizemos para nos tornarmos uma sociedade mais tolerante, as crenças antissemitas continuem a ter uma forte influência sobre um segmento pequeno, mas não insignificante, do público americano." Especificamente, a pesquisa constatou que 19% dos americanos responderam "provavelmente verdadeiro" à afirmação de que "os judeus têm muito controle/influência em Wall Street", enquanto 15% concordaram com a declaração relacionada de que os judeus parecem "mais dispostos a usar práticas obscuras" nos negócios. No entanto, a pesquisa relatou atitudes positivas para a maioria dos americanos, com a maioria dos entrevistados expressando sentimentos filo-semitas, como 64% concordando que os judeus contribuíram muito para a cultura social dos EUA.

### Antissemitismo na comunidade afro-americana
Pesquisas conduzidas pela ADL em 2007, 2009, 2011 e 2013 constataram que a esmagadora maioria dos afro-americanos entrevistados rejeitava o antissemitismo e geralmente expressava os mesmos tipos de pontos de vista tolerantes que outros americanos entrevistados. Por exemplo, os resultados do estudo de 2009 da ADL revelaram que 28% dos afro-americanos entrevistados expressaram visões antissemitas, enquanto uma maioria de 72% não o fez. No entanto, essas três pesquisas revelaram que atitudes negativas em relação aos judeus eram mais fortes entre os afro-americanos do que na população geral.
De acordo com pesquisas anteriores da ADL, datadas de 1964, a tendência de que os afro-americanos são significativamente mais propensos a ter crenças antissemitas em todos os níveis de educação do que os americanos brancos permaneceu inalterada ao longo dos anos. No entanto, a porcentagem da população que mantém uma opinião negativa sobre os judeus também diminuiu consideravelmente na comunidade negra durante esse período. Em 1967, a New York Times Magazine publicou o artigo "Os Negros São Antissemitas Porque São Anti-Brancos", no qual o autor afro-americano James Baldwin buscou explicar a prevalência do antissemitismo negro. Uma pesquisa da ADL de 1992 afirmou que 37% dos afro-americanos entrevistados exibiam antissemitismo; em contraste, uma pesquisa de 2011 constatou que apenas 29% o fizeram.
Quanto mais educação as pessoas têm, menos antissemitas elas são. Em 1998, entre negros sem educação universitária, 43% caíram no grupo mais antissemita (versus 18% da população geral), em comparação com apenas 27% entre negros com alguma educação universitária e apenas 18% entre negros com diploma universitário de quatro anos (versus 5% da população geral com diploma universitário de quatro anos). Em todos os níveis educacionais, os negros eram mais propensos do que os brancos a aceitar estereótipos antijudaicos.
O pesquisador da Brookings Institution Jamie Kirchick [en] disse em 2018 que o antissemitismo tem sido um problema particular em partes da comunidade negra americana desde a divisão entre o mainstream do movimento pelos direitos civis liderado por Martin Luther King Jr. e o mais radical movimento Black Power do final da década de 1960.
Um estudo de 2019 constatou que 28% dos afro-americanos acreditavam que estavam vendo mais pessoas negras que conheciam pessoalmente expressarem antissemitismo do que no passado. No mesmo estudo, 19% dos afro-americanos acreditavam que os judeus estavam impedindo o progresso negro na América. Quatro por cento (4%) dos afro-americanos se identificaram como Israelitas Hebreus Negros em 2019.
Figuras afro-americanas proeminentes, Louis Farrakhan e Kanye West, receberam ampla condenação por propagar antissemitismo.

### Negação do Holocausto
Austin App [en] (1902–1984), um professor afro-alemão da Universidade La Salle de literatura inglesa medieval [en], é considerado o primeiro grande negador do Holocausto americano. App escreveu extensivamente em jornais e periódicos, e também escreveu alguns livros detalhando sua defesa da Alemanha Nazista e a negação do Holocausto. O trabalho de App inspirou o Instituto para Revisão Histórica [en], um centro na Califórnia fundado em 1978 com o único propósito de negar o Holocausto. Uma das formas mais recentes de antissemitismo é a negação do Holocausto por historiadores negacionistas e neonazistas.
Os resultados de uma pesquisa conduzida em 2020 revelaram que quase dois terços dos Millennials e adultos da Geração Z não sabiam que 6 milhões de judeus foram mortos no Holocausto. 24% deles acreditavam que o Holocausto poderia ser um mito ou que os relatos sobre ele são exagerados.

## Organizações Antissemitas

### Nacionalistas Brancos e Supremacistas Brancos

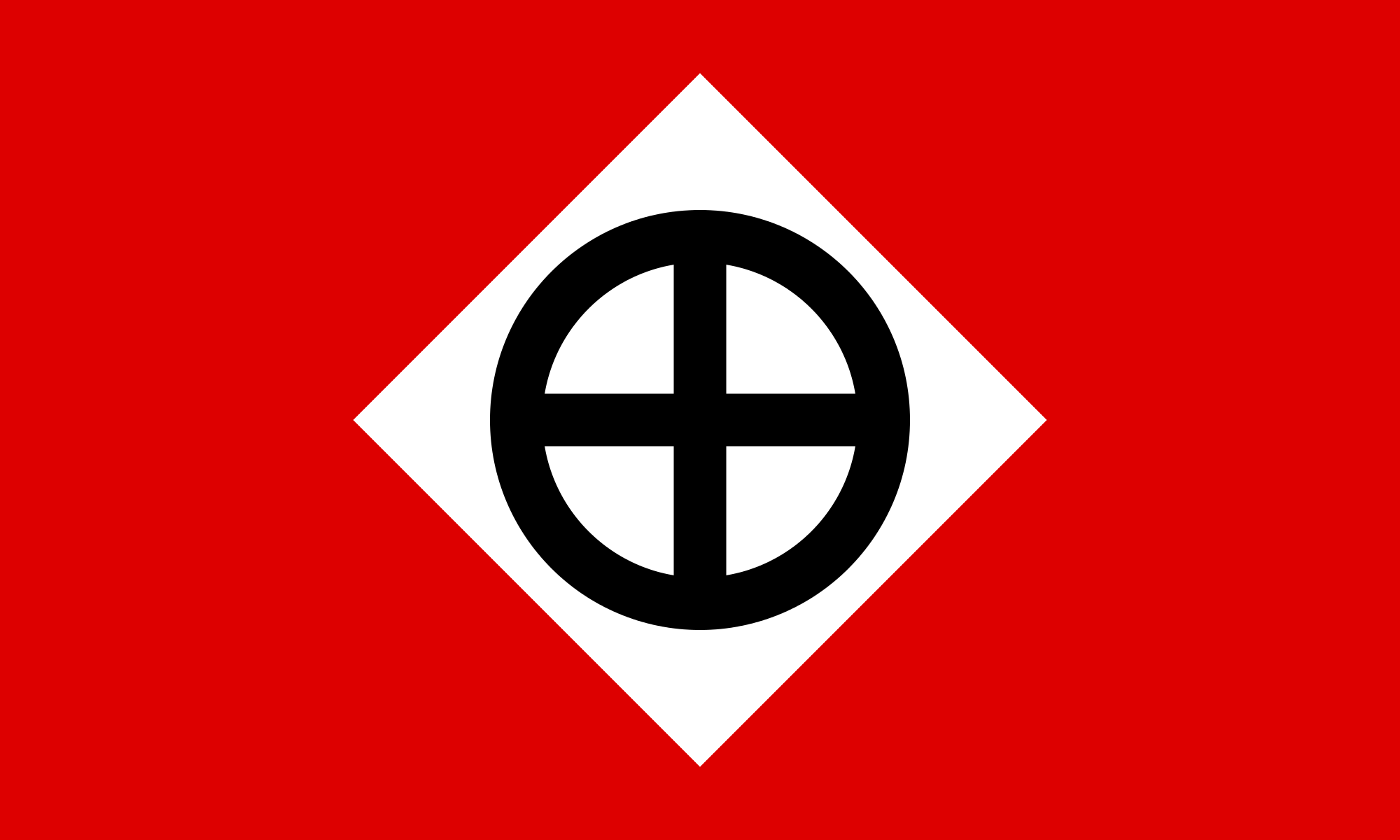
A bandeira do Partido dos Cavaleiros, o ramo político dos Cavaleiros da Ku Klux Klan

Existem várias organizações antissemitas nos Estados Unidos, algumas delas violentas, que defendem antissemitismo religioso, antissemitismo racial, nacionalismo branco e supremacia branca. Elas incluem as Igrejas da Identidade Cristã, a Resistência Ariana Branca [en], a Ku Klux Klan, o Partido Nazista Americano e muitas outras organizações. Várias igrejas fundamentalistas cristãs, como a Igreja Batista de Westboro e a Igreja Batista da Palavra Fiel [en], também pregam mensagens antissemitas. As maiores organizações neonazistas nos Estados Unidos são o Partido Nazista Nacional e o Movimento Nacional Socialista. Adotando a aparência e os emblemas dos skinheads do white power, muitos membros desses grupos antissemitas raspam suas cabeças e se tatuam com símbolos nazistas, como suásticas, insígnias da SS e "Heil Hitler". Além disso, grupos antissemitas marcham e pregam mensagens antissemitas por toda a América. Embora a maioria dos judeus americanos seja de descendência europeia e 80% a 90% deles se identifiquem como brancos (conforme observado por Ilana Kaufman do Conselho de Relações com a Comunidade Judaica [en]), os nacionalistas brancos odeiam a diversidade religiosa [en] e étnica que os judeus representam.

### Nação do Islã
Várias organizações judaicas, cristãs, muçulmanas e acadêmicos consideram a Nação do Islã antissemita. Especificamente, eles afirmam que a Nação do Islã se envolveu em interpretações revisionistas e antissemitas do Holocausto e exagera o papel dos judeus no comércio de escravos no Atlântico.
Em dezembro de 2012, o Centro Simon Wiesenthal incluiu o líder da NOI, Louis Farrakhan, em sua lista dos dez antissemitas mais proeminentes do mundo. Ele foi o único americano a entrar na lista. A organização citou declarações que ele fez em outubro daquele ano, nas quais afirmou que "os judeus controlam a mídia" e que "os judeus são as pessoas mais violentas".
Farrakhan negou as acusações de antissemitismo, mas em sua negação, incluiu uma referência a "judeus satânicos" e, em outro discurso, referiu-se aos judeus como cupins [en]. Após ser banido do Facebook, ele negou ser um "odiador", mas admitiu que a designação do Facebook de considerá-lo um "indivíduo perigoso" estava correta.

## Novo antissemitismo
Novo antissemitismo refere-se a novas formas de antissemitismo desenvolvidas no final do século XX e no início do século XXI. Segundo os proponentes desse conceito, essas  novas formas tenderiam a se manifestar como oposição ao sionismo e crítica ao governo de Israel.:279-300 O conceito está incluído em algumas definições de antissemitismo, como a definição de trabalho do antissemitismo da IHRA e o teste dos três "Ds" [en] (deslegitimização, demonização e duplo padrão de julgamento) de identificação do antissemitismo.
Em linhas gerais, o conceito postula que, entre o final do século XX e o início do século XXI, a maior parte daquilo que se alega ser uma simples crítica política a Israel é de fato uma demonização do estado judeu e representa uma reciclagem de antigos preconceitos antissemitas, antes centrados na religião (rejeição aos judeus deicidas) ou em uma suposta "raça judia". Manifestações do novo antissemitismo, tais como o ressurgimento dos ataques aos judeus e seus símbolos, além da crescente difusão do discurso público antissemita, ocorreriam em todo o mundo.
Os defensores desse conceito consideram que o antissionismo, o antiamericanismo, a antiglobalização, o terceiro-mundismo,  o anticomunismo do passado (por meio do conceito de "judaico-bolchevismo"), bem como a demonização de Israel, podem abrigar ou se basear em uma ideologia antissemita ou, ainda, constituir formas disfarçadas de antissemitismo. Segundo eles, o novo antissemitismo seria uma inovação nascida da oposição ao sionismo e ao Estado de Israel e que emanaria simultaneamente da extrema-esquerda, da extrema-direita e do Islã fundamentalista.:296-297

## Incidentes antissemitas

### Visão geral
Incidentes de vandalismo antissemita por localização
Uma pesquisa de 2004 conduzida pela Gallup concluiu que os americanos estão muito mais preocupados hoje com o antissemitismo do que estavam há vinte anos, e que os judeus americanos são muito mais propensos a sofrer e relatar maus-tratos por serem judeus do que outros grupos.
No entanto, em 2013, a Liga Antidifamação (ADL) relatou uma queda de vários anos no antissemitismo, incluindo uma redução de 19% em 2013.
Durante a onda de assaltos violentos do jogo do nocaute [en] em 2013, todos os assaltos de "nocaute" relatados na cidade de Nova Iorque tiveram como alvo judeus. O Nightline [en] da ABC relatou que a polícia da cidade de Nova Iorque acreditava que o antissemitismo provavelmente era um motivo nos ataques, já que todas as oito vítimas foram identificadas como judias.
O FBI organiza os Relatórios Uniformes de Crime [en] (UCR), que são projetados para coletar e avaliar estatísticas de crimes cometidos nos EUA. Em 2014, 1.140 vítimas de crimes de ódio [en] anti-religiosos foram listadas, das quais 56,8% foram motivadas por vieses antijudaicos dos agressores. 15.494 agências de aplicação da lei contribuíram para a análise do UCR.
De acordo com o American Enterprise Institute, os judeus foram o grupo mais propenso, seja religioso ou não, a ser alvo de crimes de ódio nos EUA em 2018, 2016, e 2015. O The New York Times relatou que os judeus foram os mais visados em proporção ao tamanho de sua população em 2005, e foram os segundos indivíduos mais visados após pessoas LGBT em 2014.
O NYPD relatou um aumento de 75% na quantidade de grafites de suástica entre 2016 e 2018, com um aumento observado após o tiroteio em Pittsburgh. Dos 189 crimes de ódio em Nova Iorque em 2018, 150 apresentavam suásticas.
Em 2018 e 2019, o antissemitismo nos Estados Unidos foi relatado como tendo aumentado em comparação com anos anteriores, de acordo com estatísticas coletadas tanto pelo FBI quanto pela ADL. Essas estatísticas incluem ataques antissemitas violentos contra judeus e casos de assédio. A ADL relatou que o antissemitismo nos EUA alcançou "níveis quase históricos", com 1.879 ataques registrados contra indivíduos e instituições durante 2018, "o terceiro maior ano registrado desde que a ADL começou a rastrear esses dados na década de 1970."
Em 1º de fevereiro de 2019, um grafite que dizia "fucking Jews" foi encontrado na parede de uma sinagoga em Los Angeles. Durante as festividades de Chanucá em dezembro de 2019, vários ataques cometidos em Nova Iorque possivelmente foram motivados por antissemitismo, incluindo um esfaqueamento em massa em Monsey [en].

### Tiroteio na sinagoga de Pittsburgh de 2018
O tiroteio na sinagoga de Pittsburgh [en] foi um ataque terrorista na forma de um tiroteio em massa, que ocorreu na Congregação Árvore da Vida – Or L'Simcha [en] sinagoga no bairro de Squirrel Hill [en] em Pittsburgh. A congregação, junto com a Congregação Nova Luz e a Congregação Dor Hadash, que também realizavam cultos no prédio, foi atacada durante os serviços matinais de sabá Shacharit em 27 de outubro de 2018. O perpetrador matou onze pessoas e feriu seis. Foi o ataque mais mortal já registrado contra a comunidade judaica nos Estados Unidos. Um suspeito solitário, identificado como Robert Gregory Bowers, de 46 anos, foi preso no local. Em 2023, ele foi julgado em tribunal federal e condenado à morte.

### Tiroteio na sinagoga de Poway de 2019
O tiroteio na sinagoga de Poway ocorreu em 27 de abril de 2019, na sinagoga Chabad de Poway [en] em Poway, Califórnia. Ocorreu no último dia do feriado judaico Pessach, que caiu em um sabá. Armado com um fuzil estilo AR-15, o atirador, John Earnest, um supremacista branco e cristão tradicionalista [en], matou uma mulher e feriu outras três pessoas, incluindo o rabino da sinagoga. Um mês antes do tiroteio, Earnest tentou incendiar uma mesquita em Escondido. Em setembro de 2021, Earnest foi condenado por um tribunal estadual à prisão perpétua sem possibilidade de liberdade condicional.

### Tiroteio em Jersey City de 2019
Em 10 de dezembro de 2019, ocorreu um tiroteio em um mercado kosher na região de Greenville [en], em Jersey City, Nova Jersey. Três pessoas foram mortas no estabelecimento por dois atiradores, David N. Anderson e Francine Graham. Os agressores também feriram um cliente e dois policiais antes de serem mortos pela polícia durante um confronto. Pouco antes do ataque ao mercado, um detetive do Departamento de Polícia de Jersey City foi assassinado pelos atiradores em um cemitério próximo.
Anderson, que se identificava como Hebreu Negro Israelita, tinha um histórico de publicações antissemitas e contra as forças policiais nas redes sociais. O Procurador-Geral de Nova Jersey, Gurbir Grewal [en], afirmou que evidências apontavam os ataques como atos de ódio e terrorismo doméstico, motivados por antissemitismo e sentimento anti-polícia. As autoridades acreditam que um ataque de maior escala havia sido planejado, mas foi frustrado pela intervenção do detetive no cemitério. O tiroteio integrou uma onda de ataques violentos contra judeus nos Estados Unidos [en].
Em 2019, houve uma onda de ataques em que pedestres vestindo roupas identificavelmente judaicas foram agredidos, espancados e frequentemente derrubados no chão por um ou mais agressores, muitos dos quais gritavam insultos antissemitas. Os agressores eram negros e hispânicos. Uma agressora, Tiffany Harris, que foi libertada sem fiança após atacar uma mulher judaica, atacou outras três mulheres judaicas no dia seguinte; todas as vítimas estavam vestidas com roupas distintivamente judaicas. Embora os bairros de Williamsburg e Crown Heights no Brooklyn, onde a maioria dos assaltos ocorreu, estejam passando por gentrificação, nenhum ataque semelhante foi relatado contra os gentrificadores, embora suas roupas os tornem fáceis de identificar.
Em maio de 2021, houve um aumento de assaltos violentos contra judeus nos Estados Unidos ao mesmo tempo que o conflito em Gaza, de acordo com a Rede de Comunidade Segura e o Instituto de Pesquisa de Contágio em Rede.

### Controvérsia da Tarefa sobre Adolf Hitler na Escola Primária Maugham
Em abril de 2021, uma professora do 5º ano da Escola Primária Maugham, uma escola pública em Tenafly, Nova Jersey, instruiu um aluno do 5º ano a se vestir como Adolf Hitler e escrever um ensaio em primeira pessoa na perspectiva do líder nazista exaltando suas "realizações" como parte de uma tarefa de classe. O aluno escreveu uma biografia de Hitler que glorificava o líder nazista, afirmando que sua "maior realização foi unir uma grande massa de pessoas alemãs e austríacas" em seu apoio, enquadrando o holocausto de maneira positiva e adicionando que Hitler foi "bem legal". O ensaio do aluno foi exibido publicamente no corredor da escola durante o mês de abril. Em maio de 2021, os detalhes da tarefa escolar tornaram-se públicos, levando à indignação na comunidade, que tem uma população judaica substancial. Após inicialmente defender a professora e as ações da escola, afirmando que "é injusto julgar qualquer aluno ou professor nesta questão", o Conselho das Escolas Públicas de Tenafly suspendeu a professora e o diretor da escola com pagamento em junho de 2021 e abriu uma investigação sobre o incidente. Após a investigação, a professora renunciou e o diretor foi reintegrado.

### Tiroteio em Los Angeles de 2023
Em fevereiro de 2023, Jaime Tran, de 28 anos, atirou em dois homens judeus quando eles estavam deixando serviços religiosos em duas sinagogas separadas no mesmo bairro predominantemente judaico de Los Angeles, Califórnia. De acordo com a polícia, as vítimas foram levadas para um hospital em condição estável. Tran foi preso pela polícia e admitiu que atirou nos homens por serem judeus. Tran, que frequentemente postava conteúdo antissemita de extrema direita online, pode ser condenado à prisão perpétua.

### Ataques de Incêndio em Nova Jersey de 2023
Em junho de 2023, quatro casas judaicas foram incendiadas, uma das quais foi completamente destruída, e outras quatorze foram pichadas com grafites antissemitas, incluindo suásticas e outros símbolos neonazistas e de supremacia branca em Toms River, Nova Jersey. Uma família hispânica também foi alvo. O perpetrador desses ataques, Ronald "Ron" Carr, de 35 anos, das proximidades Manchester [en], disse à polícia que agiu para "salvar o bairro" dos judeus, que "estão arruinando o mundo" e "deveriam ser uma raça em extinção". Ele foi condenado a sete anos de prisão.

### 2023–2024
Em 2023, os crimes de ódio antissemitas representaram quase metade do total de crimes de ódio cometidos no Estado de Nova Iorque.
De acordo com um relatório publicado pela Procuradora-Geral da Flórida Ashley Moody, o número de crimes antissemitas na Flórida [en] aumentou 94% em 2023 em comparação com 2022. Esses crimes ocorreram em campi universitários, locais de culto e outras áreas. Moody também fez um chamado à ação: "Para proteger os judeus americanos, tomamos medidas – exigindo uma política de tolerância zero para crimes de ódio e instando os chefes de polícia de faculdades e universidades da Flórida a protegerem estudantes judeus e outros grupos religiosos".
De acordo com o Relatório de Crimes de Ódio de 2023 do Gabinete Executivo de Segurança Pública de Massachusetts, o número de crimes antissemitas em Massachusetts aumentou 70% em 2023 em comparação com 2022.
Uma pesquisa de setembro de 2024 mostrou que 3,5 milhões de judeus americanos adultos – cerca de um terço dos judeus americanos – sofreram alguma forma de antissemitismo no ano seguinte aos ataques liderados pelo Hamas em 7 de outubro de 2023.
De acordo com um relatório de 2025 da Universidade de Tel Aviv, várias grandes cidades dos EUA registraram um aumento nos crimes de ódio antissemitas em 2024 em comparação com anos anteriores. Nova Iorque, que abriga a maior população judaica do país, relatou 344 incidentes, um aumento em relação aos 325 em 2023 e 264 em 2022. Da mesma forma, Chicago viu um aumento para 79 incidentes em 2024, em comparação com 50 em 2023 e 39 em 2022. Austin relatou um aumento para 15 casos em 2024, de seis em 2023 e quatro em 2022, enquanto Denver experimentou um aumento acentuado para 31 casos em 2024, de nove no ano anterior.
| Estado             | 2022 | 2023 | 2024 | Por 100.000 residentes |
| ------------------ | ---- | ---- | ---- | ---------------------- |
| Alabama            | 28   | 56   | 67   | 1,30                   |
| Alasca             | 3    | 13   | 7    | 0,95                   |
| Arizona            | 53   | 163  | 122  | 1,61                   |
| Arkansas           | 7    | 25   | 23   | 0,74                   |
| Califórnia         | 518  | 1266 | 1344 | 3,41                   |
| Colorado           | 71   | 198  | 279  | 4,68                   |
| Connecticut        | 68   | 184  | 159  | 4,33                   |
| Delaware           | 11   | 17   | 11   | 1,05                   |
| Flórida            | 269  | 463  | 353  | 1,51                   |
| Geórgia            | 80   | 172  | 163  | 1,46                   |
| Havaí              | 5    | 16   | 22   | 1,52                   |
| Idaho              | 8    | 22   | 20   | 1,00                   |
| Illinois           | 121  | 211  | 336  | 2,64                   |
| Indiana            | 33   | 59   | 142  | 2,05                   |
| Iowa               | 14   | 17   | 23   | 0,71                   |
| Kansas             | 9    | 20   | 20   | 0,67                   |
| Kentucky           | 16   | 47   | 58   | 1,26                   |
| Louisiana          | 14   | 64   | 65   | 1,41                   |
| Maine              | 13   | 53   | 51   | 3,63                   |
| Maryland           | 109  | 339  | 356  | 5,68                   |
| Massachusetts      | 152  | 440  | 438  | 6,14                   |
| Michigan           | 111  | 267  | 252  | 2,49                   |
| Minnesota          | 53   | 93   | 134  | 2,31                   |
| Mississippi        | 7    | 9    | 20   | 0,68                   |
| Missouri           | 30   | 125  | 105  | 1,68                   |
| Montana            | 14   | 21   | 20   | 1,76                   |
| Nebraska           | 14   | 44   | 33   | 1,65                   |
| Nevada             | 30   | 82   | 74   | 2,26                   |
| Nova Hampshire     | 14   | 35   | 53   | 3,76                   |
| Nova Jersey        | 409  | 830  | 719  | 7,57                   |
| Novo México        | 8    | 31   | 47   | 2,21                   |
| Nova Iorque        | 580  | 1218 | 1437 | 7,23                   |
| Carolina do Norte  | 39   | 151  | 175  | 1,58                   |
| Dakota do Norte    | 6    | 7    | 7    | 0,88                   |
| Ohio               | 61   | 237  | 233  | 1,96                   |
| Oklahoma           | 11   | 65   | 30   | 0,73                   |
| Oregon             | 40   | 124  | 138  | 3,23                   |
| Pensilvânia        | 114  | 394  | 465  | 3,56                   |
| Rhode Island       | 19   | 52   | 52   | 4,67                   |
| Carolina do Sul    | 44   | 85   | 35   | 0,64                   |
| Dakota do Sul      | 3    | 17   | 22   | 2,38                   |
| Tennessee          | 40   | 90   | 81   | 1,12                   |
| Texas              | 211  | 256  | 251  | 0,80                   |
| Utah               | 11   | 47   | 41   | 1,17                   |
| Vermont            | 6    | 43   | 44   | 6,78                   |
| Virgínia           | 69   | 223  | 266  | 3,02                   |
| Washington         | 65   | 190  | 239  | 1,90                   |
| Washington, D.C.   | 37   | 171  | 151  | 23,20                  |
| Virgínia Ocidental | 3    | 15   | 12   | 0,68                   |
| Wisconsin          | 45   | 93   | 128  | 2,15                   |
| Wyoming            | 2    | 13   | 31   | 5,28                   |
| Total              | 3698 | 8873 | 9354 |                        |

Em julho de 2024, um judeu de Nova Iorque escreveu sobre se sentir ameaçado em Nova Iorque após ser agredido em Central Park.
Em agosto de 2024, o Departamento de Segurança Interna dos EUA anunciou que alocou US$454,5 milhões para o ano fiscal de 2024 para a segurança de instituições religiosas judaicas em resposta ao aumento do antissemitismo. Isso representa um aumento de US$150 milhões em relação ao orçamento de 2023.
Também em agosto de 2024, a sede da AIPAC em Washington, D.C., foi vandalizada por ativistas anti-Israel. Isso ocorreu ao mesmo tempo em que suásticas foram pichadas em um bairro de Nova Iorque, e quatro escolas em Maryland foram vandalizadas com grafites anti-Israel e antissemitas. O NYPD relatou 19 incidentes antissemitas em Nova Iorque em agosto de 2024, com um total de 117 incidentes entre janeiro e o final de setembro de 2024, um aumento de 74% em relação ao mesmo período do ano anterior. Em setembro de 2024, o FBI relatou que houve um aumento de 63% nos incidentes antissemitas nos EUA em 2023 em relação ao ano anterior, totalizando um recorde histórico de 1.832 incidentes registrados.
O antissemitismo também foi relatado durante os protestos pró-Palestina em campi universitários em 2024 e 2025, assim como reclamações sobre antissemitismo em vários distritos escolares públicos.

### 2025

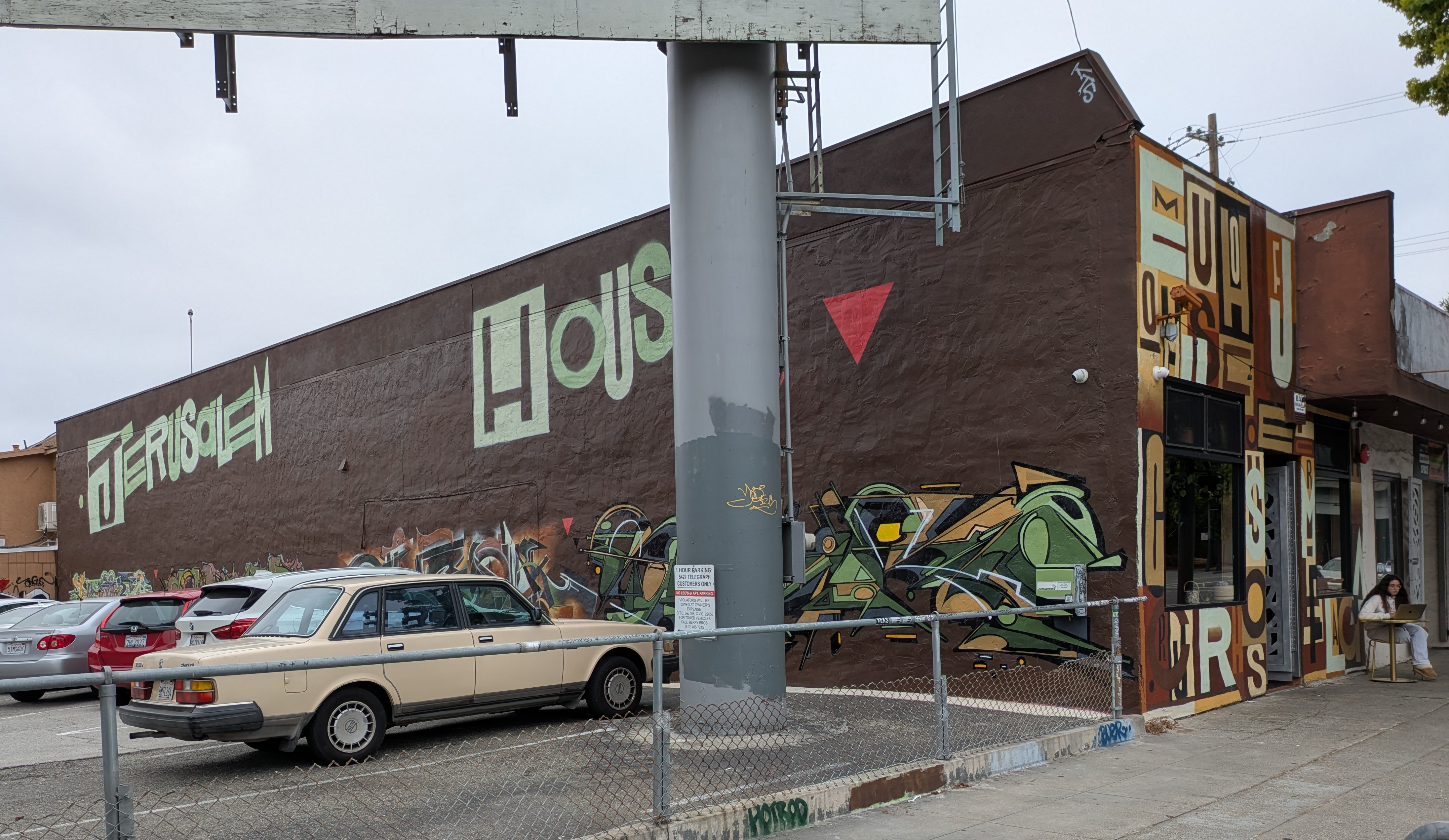
Jerusalem Coffee House

Em junho, o Departamento de Justiça anunciou que entrou com uma ação judicial contra os proprietários do Jerusalem Coffee House em Oakland, Califórnia. A ação alega que os réus discriminaram clientes judeus, em violação do Título II da Lei dos Direitos Civis de 1964, que proíbe a discriminação com base em raça, cor, religião ou origem nacional em locais de acomodação pública.
Também em junho, o Representante Democrata dos EUA Mark Pocan [en] causou controvérsia com um tweet dirigido ao chefe de gabinete adjunto da Casa Branca Stephen Miller, que é judeu, dizendo-lhe para "voltar para a Alemanha dos anos 1930". A Casa Branca exigiu um pedido de desculpas, que Pocan recusou.
Em julho, ressurgiram vídeos compartilhados pelo candidato a prefeito de Nova Iorque pelo Partido Democrata, Zohran Mamdani, que retratavam homens indianos vestindo roupas judaicas tradicionais em frente a uma menorá e girando dreidels. O vídeo foi descrito como "doentio" por grupos de conscientização sobre antissemitismo, que renovaram os pedidos para que Mamdani condenasse a frase "globalizar a intifada [en]".
Também em julho, pais de três alunos da escola Nysmith em Herndon, Virgínia apresentaram uma queixa de direitos civis contra a escola, alegando bullying antissemita generalizado e persistente contra os alunos. A queixa alega que estudantes desenharam uma grande imagem de Adolf Hitler durante uma tarefa para desenhar um "grande líder histórico" e disseram aos três alunos judeus que os judeus são "assassinos de bebês" que mereciam morrer. Os três alunos judeus foram expulsos após a queixa.
O rapper americano Kanye West lançou uma música antissemita chamada “Heil Hitler”. Ela foi banida de plataformas de streaming.

### No rescaldo do Furacão Helene
Em outubro de 2024, após o Furacão Helene, surgiram reclamações sobre postagens online contendo retórica antissemita e ameaças de violência contra funcionários da FEMA no rescaldo da tempestade. Muitos ficaram perturbados com a velocidade com que essas falsas alegações se espalharam.

### Lista de ataques violentos do século 21 (em ordem cronológica)

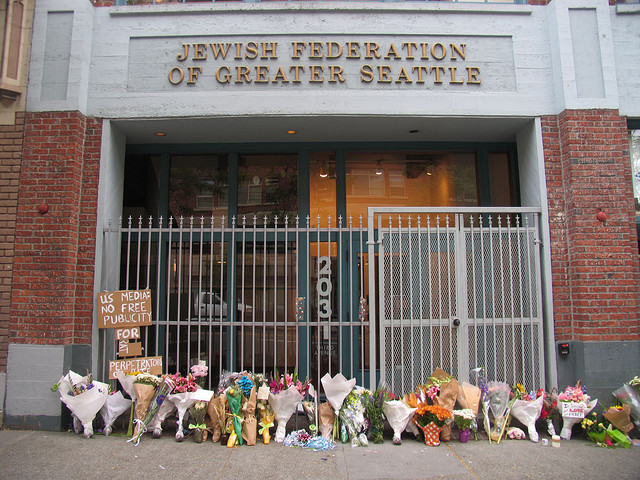
Flores do lado de fora do prédio da Federação Judaica em Seattle, Washington, um memorial às vítimas do tiroteio na Federação Judaica de Seattle em 2006

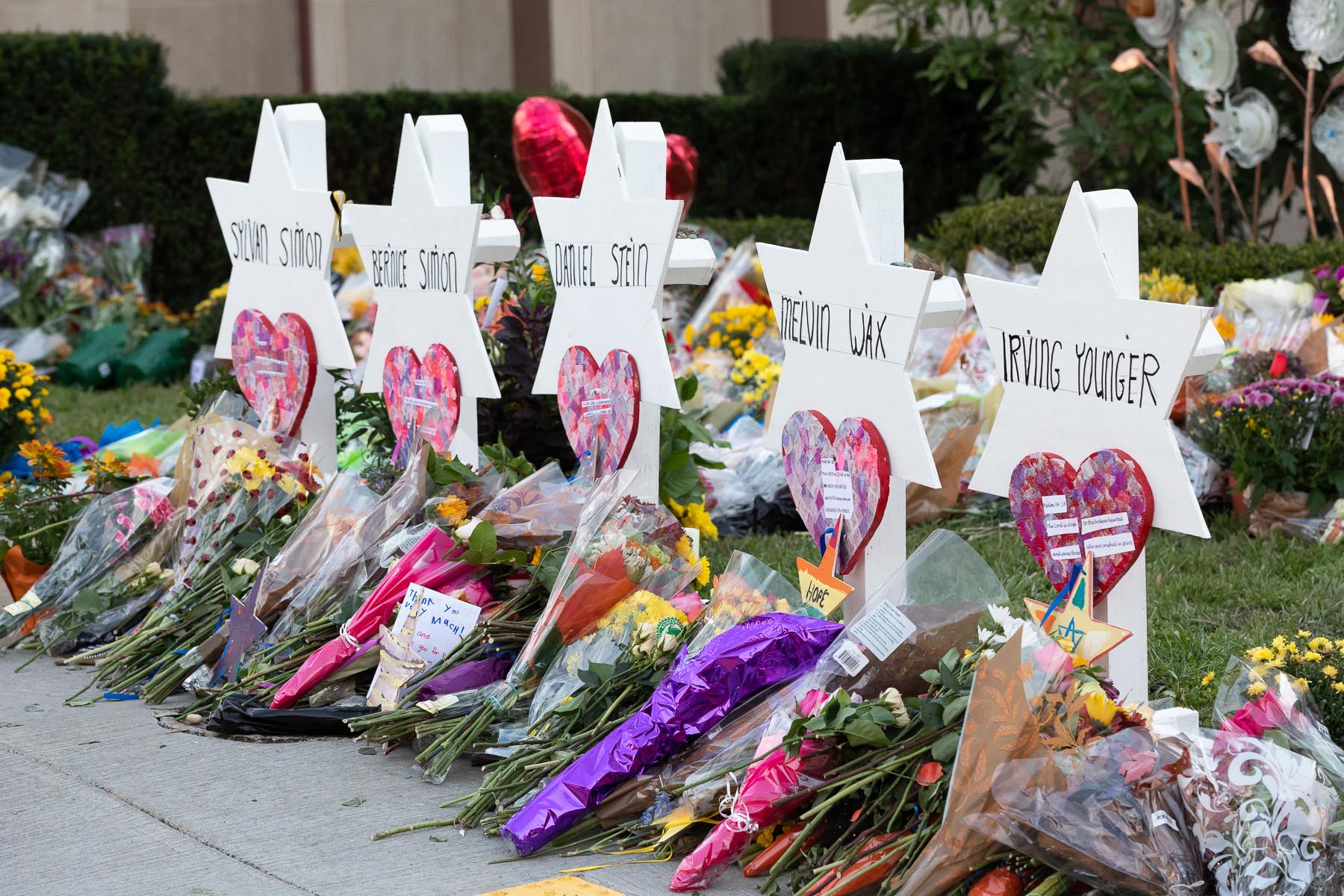
Memoriais às vítimas do lado de fora da sinagoga Árvore da Vida em 2018

- 2003 – Assassinato de Ariel Sellouk [en][138]
- 2006 – Tiroteio na Federação Judaica de Seattle [en] no prédio da Federação Judaica de Greater Seattle em Seattle, Washington, por Naveed Haq. Uma morte [en] e seis outros feridos.[139]
- 2009 – Tiroteio no Museu do Memorial do Holocausto dos Estados Unidos [en][140]
- 2014 – Tiroteios em Overland Park de 2014 [en] no Centro Comunitário Judaico de Greater Kansas City e Village Shalom em Overland Park, Kansas, por ex-membro da Ku Klux Klan Frazier Glenn Miller Jr. [en] Três pessoas morreram no tiroteio.[141]
- 2018 – Assassinato de Blaze Bernstein no Parque Borrego em Condado de Orange, Califórnia por Samuel Woodard, membro da Atomwaffen Division (AWD).[142]

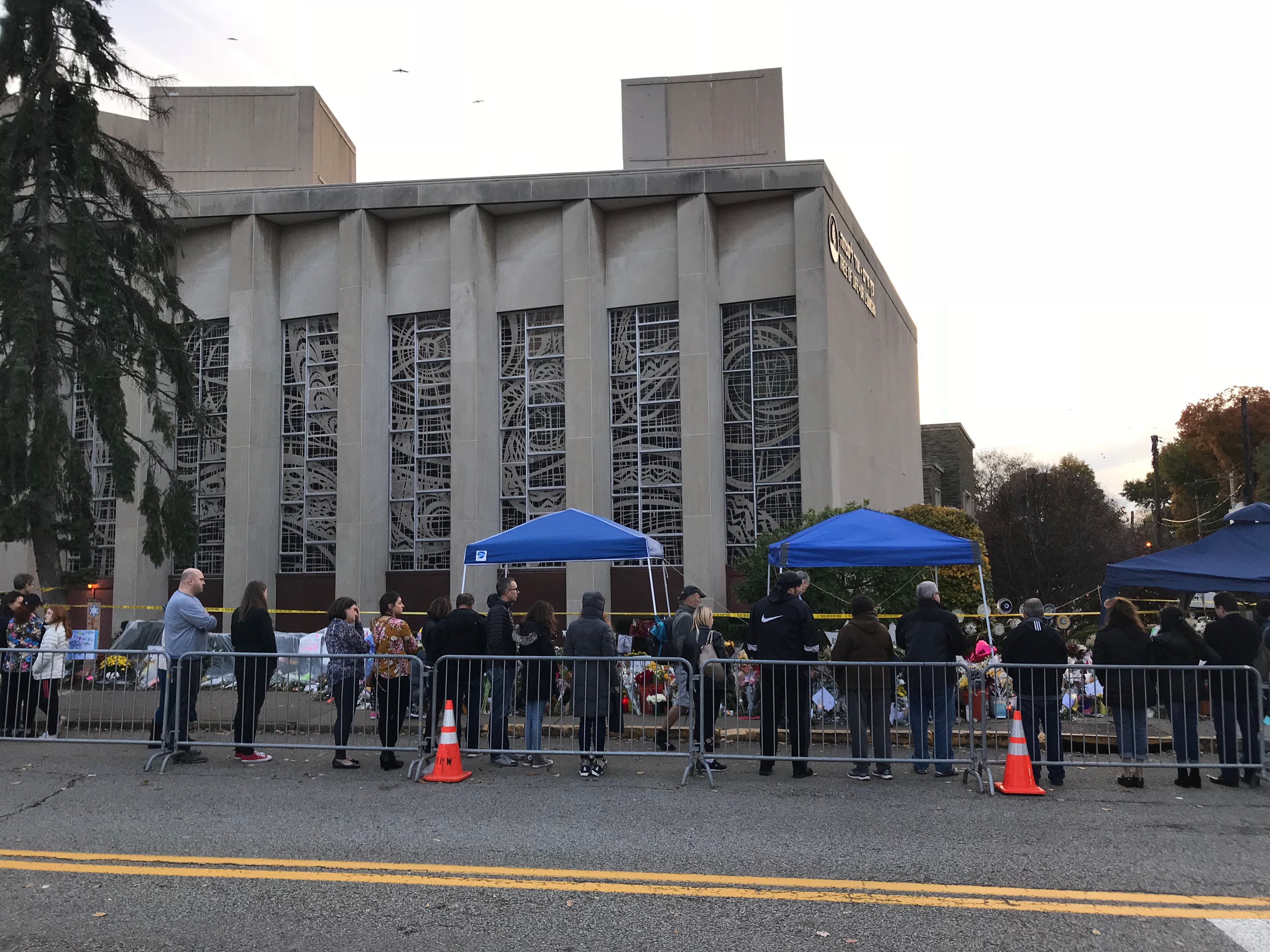
Pessoas prestando suas homenagens em um memorial às vítimas da sinagoga Árvore da Vida

- 2018 – Tiroteio na sinagoga de Pittsburgh na Congregação Árvore da Vida – Or L'Simcha por usuário do Gab Robert Bowers em Pittsburgh, Pensilvânia. Onze mortos e seis outros feridos.[78]
- 2019 – Tiroteio na sinagoga de Poway na Chabad de Poway por John Timothy Earnest em Poway, Califórnia. Uma morte e seis outros feridos.[79]
- Tiroteio em Jersey City de 2019 no Supermercado Kosher JC por Israelitas Hebreus Negros David Anderson e Francine Graham em Jersey City, Nova Jersey. Cinco mortos e três outros feridos (incluindo os perpetradores).[81]
- 2019 – Esfaqueamento de Hanukkah em Monsey na Forshay Road em Monsey, Nova Iorque por Grafton E. Thomas, membro dos Israelitas Hebreus Negros. Cinco feridos. Três meses após o ataque, a vítima de 72 anos, Josef Neumann, morreu devido aos ferimentos.[143]
- 2021 – Espancamento de Joseph Borgen [en] em Times Square – Americano usando quipá chamado de "judeu sujo", atingido com spray de pimenta, concussão, espancado e chutado por vários manifestantes pró-Palestina.[144][145]
- 2022 – Crise de reféns na sinagoga de Colleyville [en], quatro reféns, incluindo o rabino, foram feitos reféns em uma sinagoga em Colleyville, Texas.[146]
- 2024 – Uma manifestação pró-Palestina realizada do lado de fora de uma sinagoga em Los Angeles, Califórnia, transformou-se em violência de rua caótica com contramanifestantes pró-Israel.[147] Vários oficiais, incluindo o presidente Joe Biden, criticaram o incidente como antissemita.[147] Uma mulher judaica foi espancada no local.[148] Pelo menos duas ações judiciais foram movidas contra os grupos de protesto, alegando que eles violaram a lei ao impedir pessoas de participar de um evento religioso.[149]
- 2024 – Um homem visivelmente judeu foi atacado enquanto caminhava na rua em Norman, Oklahoma por um homem que o chamou de "judeu sujo". A vítima foi levada ao hospital com contusões e uma hemorragia cerebral, tornando-se notícia internacional.[150] No entanto, o Departamento de Polícia de Norman declarou posteriormente que imagens de vídeo obtidas mostraram "desacordo significativo" com essa narrativa e que a "parte denunciante, inicialmente relatada como vítima" de um crime de ódio, foi mostrada no vídeo como o "agressor", que se envolveu em uma série de "combates mútuos".[151]
- 2025 – Um nacional egípcio chamado Mohamed Soliman foi acusado após usar um pulverizador de jardim cheio de gasolina e um coquetel Molotov para ferir 15 pessoas e matar outra em um ataque antissemita em Boulder, Colorado.[152] Soliman havia tentado anteriormente comprar uma arma de fogo, mas foi negado; a polícia afirmou que ele disse que isso ocorreu devido ao seu status de imigração.[153][154] Democratas condenaram o ataque e usaram o incidente para promover o controle de armas.[155]
- 2025 – O congressita judaico Max Miller de Ohio disse que foi tirado da estrada em um incidente de raiva no trânsito antissemita enquanto dirigia para o trabalho. O suspeito, que mais tarde se entregou às autoridades, supostamente usou insultos antissemitas, acenou com uma bandeira palestina e ameaçou Miller e sua família.[156][157][158]

## Antissemitismo em campi universitários
Muitos intelectuais judeus que fugiram da Alemanha Nazista após a ascensão de Adolf Hitler ao poder na década de 1930 imigraram para os Estados Unidos. Lá, eles esperavam continuar suas carreiras acadêmicas, mas, exceto por alguns poucos, encontraram pouca aceitação em instituições de elite na América da era da Depressão com seu subtexto de antissemitismo. Em vez disso, eles encontraram trabalho em faculdades e universidades historicamente negras no Sul dos Estados Unidos.
Em 3 de abril de 2006, a Comissão de Direitos Civis dos Estados Unidos [en] anunciou sua constatação de que os incidentes de antissemitismo são um "problema sério" em campi universitários em todo os Estados Unidos. A Comissão recomendou que o Departamento de Educação dos EUA protegesse os estudantes universitários do antissemitismo por meio da aplicação rigorosa do Título VI da Lei dos Direitos Civis de 1964. Também recomendou que o Congresso dos Estados Unidos esclarecesse que o Título VI se aplica à discriminação contra estudantes judeus.
Em fevereiro de 2015, o Centro Louis D. Brandeis para Direitos Humanos sob a Lei e o Trinity College apresentaram os resultados de uma pesquisa nacional com estudantes universitários judeus americanos. A pesquisa teve uma taxa de resposta de 10–12% e não afirmou ser representativa. O relatório mostrou que 54% dos 1.157 estudantes autoidentificados como judeus em 55 campi em todo o país que participaram da pesquisa online relataram ter sofrido ou testemunhado antissemitismo em seus campi durante o semestre de primavera do último ano acadêmico.
Um relatório de 2017 do Instituto de Pesquisa Social Steinhardt da Universidade Brandeis indicou que a maioria dos estudantes judeus nunca experimenta comentários ou ataques antijudaicos. O estudo, "Limites à Hostilidade", observa que, embora frequentemente relatado nas notícias, a hostilidade antissemita real permanece rara na maioria dos campi e raramente é enfrentada por estudantes judeus. O estudo tentou documentar a experiência dos estudantes no nível do campus, adicionando detalhes às pesquisas nacionais anteriores.:5 O resumo do relatório destaca a constatação de que o antissemitismo existe nos campi, mas "os estudantes judeus não acham que seu campus é hostil aos judeus".
A Pesquisa Demográfica Nacional de Estudantes Universitários Judeus Americanos forneceu um instantâneo do tipo, contexto e localização do antissemitismo conforme experimentado por uma grande amostra nacional de estudantes judeus em campi universitários e de faculdades de quatro anos. O Inside Higher Ed focou nas descobertas mais surpreendentes do relatório, como o fato de que altas taxas de antissemitismo foram relatadas em instituições independentemente de sua localização ou tipo, e os dados coletados após a pesquisa sugerem que a discriminação ocorre durante atividades interpessoais cotidianas de baixo nível, e os estudantes judeus sentem que seus relatos de antissemitismo são amplamente ignorados pela administração. No entanto, nem toda a recepção foi positiva, e o The Forward argumentou que o estudo documentou apenas um instantâneo no tempo, em vez de uma tendência; não pesquisou uma amostra representativa de estudantes universitários judeus; e foi falho por permitir que os estudantes definissem o antissemitismo, tornando o termo aberto à interpretação.
Em setembro de 2021, em colaboração com o Cohen Group, o Centro Brandeis conduziu uma pesquisa com membros de fraternidades e sororidades judaicas americanas. A pesquisa constatou que mais de 65% dos entrevistados experimentaram ou conheciam um ataque antissemita nos 120 dias anteriores. Quase metade dos entrevistados sentiu a necessidade de esconder sua identidade judaica por medo.

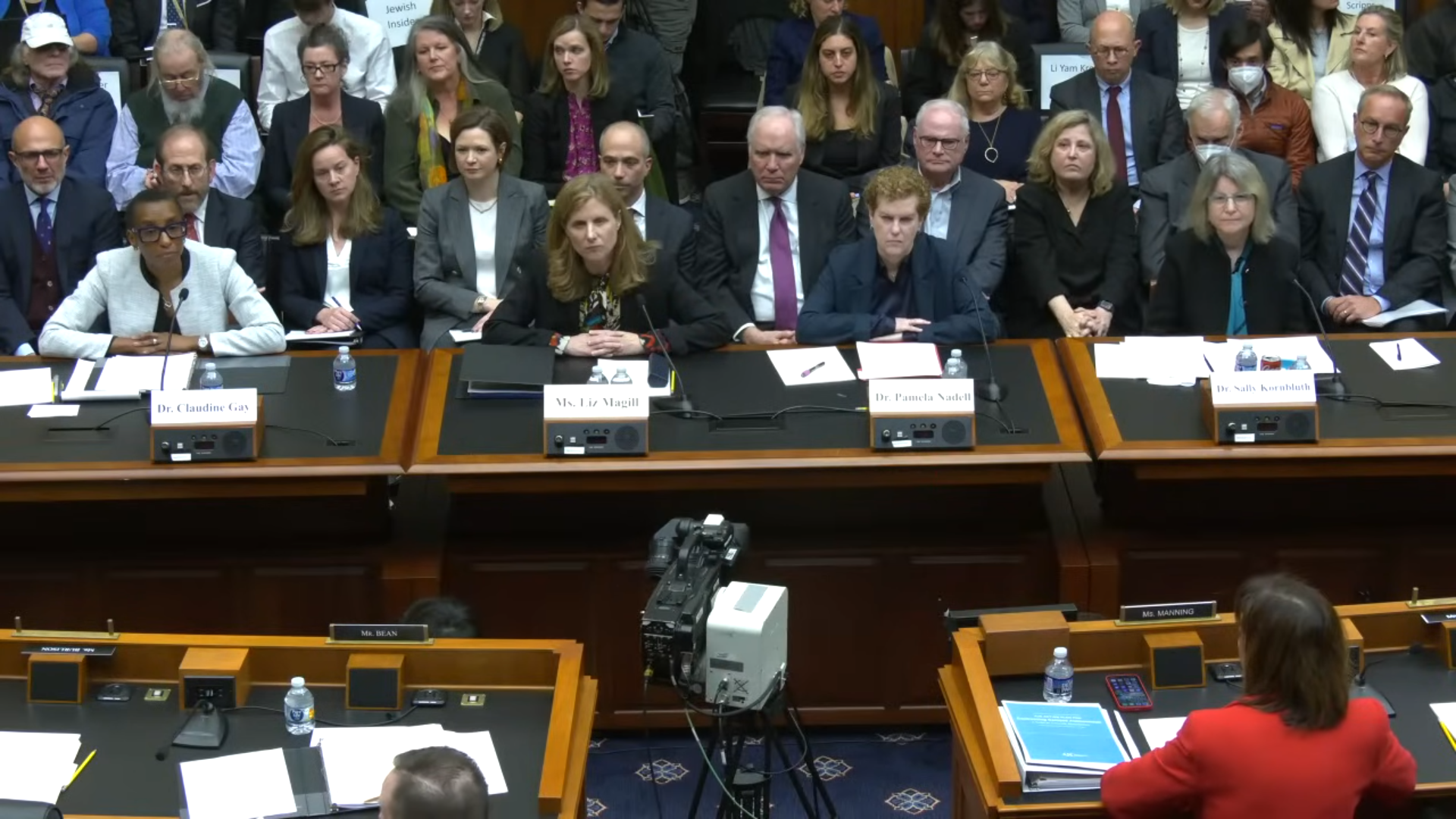
Audiência sobre antissemitismo no Congresso em dezembro de 2023

O conflito Israel-Hamas de 7 de outubro de 2023 impactou significativamente a prevalência do antissemitismo em campi universitários em todo os Estados Unidos. Muitos estudantes e organizações judaicas relataram um aumento no assédio, discriminação e intimidação durante e após protestos ligados ao conflito. Exemplos incluem casos de grafite com suásticas em propriedades do campus, agressão a estudantes por expressarem opiniões pró-Israel e aumentos gerais em atos antissemitas, especialmente em campi universitários. Esses incidentes intensificaram os debates sobre liberdade de expressão e as responsabilidades das universidades em abordar o discurso de ódio.
Relatórios da Liga Antidifamação (ADL) destacam um aumento marcante nos incidentes antissemitas após 7 de outubro de 2023. A ADL documentou 5.204 incidentes antissemitas nos meses seguintes ao conflito, uma soma maior que o total de incidentes de todo o ano de 2022. Nos campi universitários, os incidentes aumentaram 321%, totalizando 922 casos relatados. Cinquenta e dois por cento dos incidentes pós-7 de outubro referenciaram Israel, sionismo ou Palestina. Apesar do foco nesses problemas geopolíticos, os incidentes antissemitas não relacionados a Israel também aumentaram 65% ano a ano, destacando a natureza generalizada do problema.
Em janeiro de 2025, a Universidade de Harvard resolveu duas ações judiciais de direitos civis alegando proteção inadequada de estudantes judeus contra o antissemitismo no campus. Como parte do acordo, Harvard adotou a definição de antissemitismo da Aliança Internacional para a Memória do Holocausto (IHRA) em suas políticas de não discriminação. O acordo também incluiu compromissos para fornecer treinamento especializado sobre antissemitismo para funcionários e estudantes, esclarecer que atacar sionistas constitui assédio e um pagamento monetário não divulgado. Embora Harvard tenha negado qualquer irregularidade, esse acordo destaca a crescente atenção ao antissemitismo na educação superior dos EUA. A adoção da definição da IHRA permanece controversa, com defensores advogando por sua abordagem abrangente para combater o antissemitismo e críticos alertando contra possíveis restrições à liberdade de expressão.

## Esforços para combater o antissemitismo

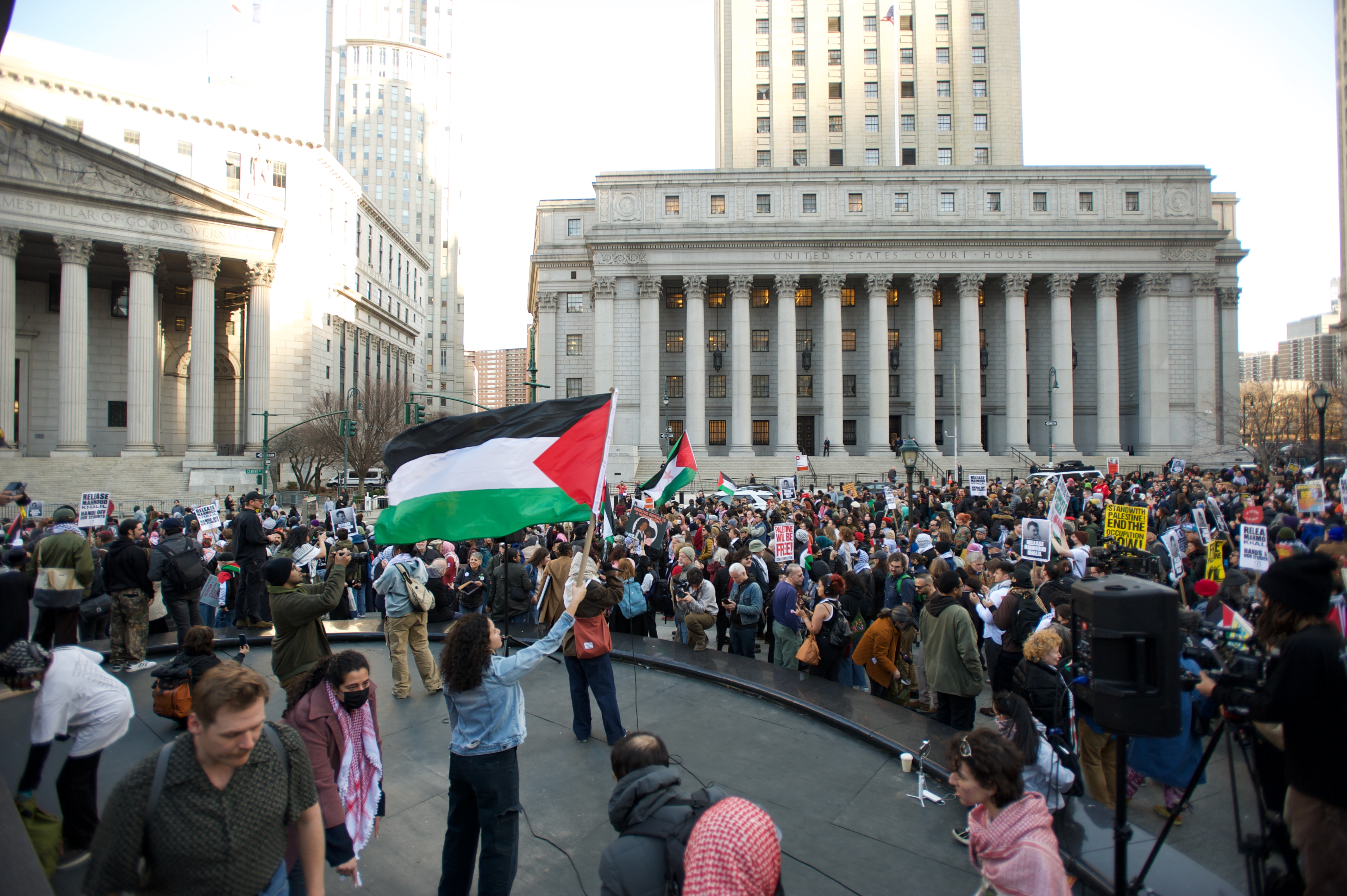
Protesto contra a en, que foi acusado de antissemitismo, na cidade de Nova Iorque em 10 de março de 2025

O presidente Donald Trump declarou-se apoiador de Israel e dos judeus americanos. Trump assinou a Ordem Executiva sobre o Combate ao Antissemitismo [en]. No entanto, uma pesquisa de 2019 do Instituto Eleitoral Judaico constatou que 73% dos judeus americanos se sentem menos seguros desde a eleição de Donald Trump para a presidência. Desde 2016, ataques antissemitas contra sinagogas contribuíram para esse medo. A pesquisa de 2019 constatou que combater o antissemitismo é uma questão prioritária na política doméstica entre os judeus americanos, incluindo os millennials.
Membros proeminentes da comunidade afro-americana falaram contra o antissemitismo, incluindo Kareem Abdul-Jabbar e Zach Banner [en]. Em dezembro de 2022, em uma posição conjunta contra instâncias crescentes de racismo e antissemitismo nos Estados Unidos, líderes afro-americanos, incluindo o prefeito da cidade de Nova Iorque Eric Adams, os reverendos Al Sharpton e Conrad Tillard [en], e o CEO da Vista Equity Partners e presidente do Carnegie Hall Robert F. Smith, juntaram-se aos líderes judeus Shmuley Boteach [en] e Elisha Wiesel [en], e organizaram conjuntamente os 15 Dias de Luz, celebrando Hanukkah e Kwanzaa em uma cerimônia unificadora de feriado no Carnegie Hall. Sharpton disse: "Não há momento mais necessário do que agora para negros e judeus lembrarem a luta pela qual passamos. Você não pode lutar por ninguém se não lutar por todos. Não posso lutar pelos direitos dos negros se não lutar pelos direitos dos judeus... porque então se torna uma questão de autoengrandecimento em vez de lutar pela humanidade. É fácil para os negros se levantarem contra o racismo. É fácil para os judeus se levantarem contra o antissemitismo. Mas se você quer realmente ser um líder, deve falar como negro contra o antissemitismo e os antissemitas, e deve falar como judeu contra o racismo." Smith disse: "Quando unimos as almas de nossas duas comunidades, podemos trazer luz para banir a escuridão do racismo, fanatismo e antissemitismo."

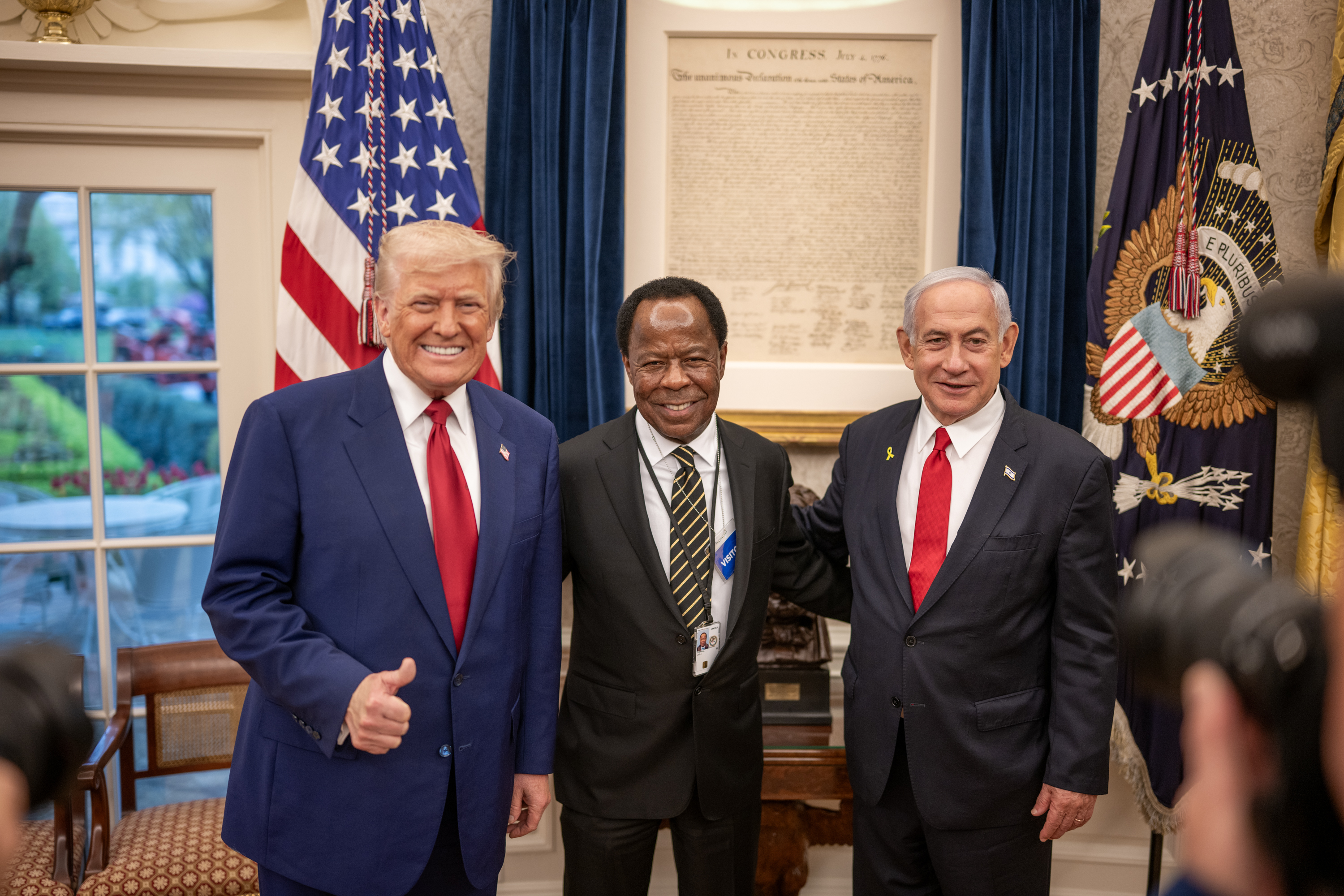
Leo Terrell, chefe da Força-Tarefa da administração Trump para Combater o Antissemitismo, com o Presidente Donald Trump e o Primeiro-Ministro de Israel Benjamin Netanyahu em 7 de abril de 2025

Em 2023, a administração Biden lançou a Estratégia Nacional dos EUA para Combater o Antissemitismo, e em 2024, o Departamento de Estado dos EUA (junto com 35 outros países) lançou diretrizes globais não vinculantes para combater o antissemitismo. Em agosto de 2024, o Departamento de Segurança Interna dos Estados Unidos anunciou que alocou US$454,5 milhões para o ano fiscal de 2024 para a segurança de instituições religiosas judaicas em resposta ao aumento do antissemitismo. Isso representa um aumento de US$150 milhões em relação ao orçamento de 2023.
Em fevereiro de 2025, Leo Terrell [en], presidente da Força-Tarefa do Departamento de Justiça para Combater o Antissemitismo, anunciou que investigaria a Universidade Columbia, Universidade Harvard, Universidade George Washington, Universidade Johns Hopkins, Universidade de Nova Iorque, Universidade Northwestern, Universidade de Berkeley, a Universidade da Califórnia, a Universidade de Minnesota e a Universidade do Sul da Califórnia como parte da investigação mais ampla do Departamento de Justiça sobre o antissemitismo em campi universitários.